# Jacek Bocheński (wicewojewoda)
Jacek Gabriel Bocheński (ur. 24 marca 1945 w Lublinie) – polski architekt, urbanista i urzędnik, w latach 1993–1994 wicewojewoda elbląski.

## Życiorys
Z zawodu architekt i urbanista, ukończył studia magisterskie z architektury. Od 1969 pracował w Elblągu, gdzie zajmował się gospodarką przestrzenną. W latach 80. był pełnomocnikiem prezydenta Elbląga ds. odbudowy Starego Miasta. Stworzył około 60 planów zagospodarowania przestrzennego, w tym dla terenów zabytkowych. Działał w regionalnych władzach Towarzystwa Urbanistów Polskich. Prowadził także zajęcia na elbląskich uczelniach z planowania i gospodarki przestrzennej.
Od 1993 do 1994 pełnił funkcję wicewojewody elbląskiego. W 1998 kandydował z listy Akcji Wyborczej Solidarność do sejmiku warmińsko-mazurskiego. Od 2000 do 2002 pozostawał pełnomocnikiem ds. Żuław przy województwach pomorskim i warmińsko-mazurskim. Później był kierownikiem referatu w Wydziale Architektury Urzędu Miejskiego w Elblągu i szefem Miejskiego Biura Urbanistycznego.